# Aleh Achrem
Aleh Uladzimiravič Achrem (in bielorusso Алег Уладзіміравіч Ахрэм?; Hrodna, 12 marzo 1983) è un pallavolista bielorusso.
Gioca nel ruolo di schiacciatore nel Warta Zawiercie.

## Carriera

### Club
La carriera di Aleh Achrem inizia nella stagione 2001-02, quando debutta nella Vysšaja Liha bielorussa col Kommunalnik Grodno, club col quale gioca per quattro annate, aggiudicandosi tre scudetti ed una Coppa di Bielorussia. Nel campionato 2005-06 approda al Metalurh-Bela, dove gioca per due annate, vincendo altri due scudetti.
Nella stagione 2007-08 gioca per la prima volta in un campionato estero, approdando nella A1 Ethnikī greca col Īraklīs Salonicco: resta per due campionati anche in questo club, vincendo uno scudetto e due Supercoppe greche. Nel campionato 2009-10 inizia una lunga militanza nell'Asseco Resovia, club impegnato nella Polska Liga Siatkówki: oltre alla vittoria di tre scudetti ed una Supercoppa polacca, raggiunge la finale della Coppa CEV 2011-12 e della Champions League 2014-15; nel 2011 riceve la cittadinanza polacca, motivo per il quale diventa noto anche come Olieg Achrem.
Nel campionato 2016-17 approda nella Efeler Ligi turca per giocare con l'Halkbank, aggiudicandosi lo scudetto, prima di trasferirsi nel campionato seguente a un altro club di Istanbul, il Galatasaray. Fa quindi ritorno nella Polska Liga Siatkówki col Warta Zawiercie nella stagione 2018-19.

### Nazionale
Nel 2005 entra a far parte della nazionale bielorussa.

## Palmarès

### Club
- Campionato bielorusso: 5

2001-02, 2002-03, 2004-05, 2005-06, 2006-07
- Campionato greco: 1

2007-08
- Campionato polacco: 3

2011-12, 2012-13, 2014-15
- Campionato turco: 8

2016-17
- Coppa di Bielorussia: 1

2004-05
- Supercoppa greca: 2

2007, 2008
- Supercoppa polacca: 1

2013